# Салон французских художников
Салон французских художников (фр. Le Salon des artistes français) — периодическая художественная выставка, которая проводится каждый год в начале февраля в Париже.

## История
27 декабря 1880 года Жюль Ферри, политический и государственный деятель, министр Франции, предложил художникам, ранее выставлявшим свои произведения в академическом Салонe, сформировать менее консервативное выставочное объединение. В 1881 году «Общество французских художников» получило задание организовать ежегодную выставку изобразительных искусств. В 1883 году за символический 1 франк обществу был предоставлен для этой цели Дворец промышленности (Рalais de l’Industrie) в Париже.
«Салон французских художников» был открыт 1 мая 1880. Конец государственной монополии был ратифицирован в 1881 году, и в последующие годы в Париже смогли появиться другие выставочные салоны. Новый Салон стал преемником академического Парижского салона изящных искусств, созданного ещё в 1663 году Жаном-Батистом Кольбером в эпоху короля Людовика XIV. Общество французских художников признано общественно полезным декретом от 11 мая 1883 года. Периодические выставки проводятся ежегодно в Большом дворце (фр. Grand Palais) — величественном архитектурном сооружении в стиле боз-ар, расположенном на правом берегу Сены к юго-западу от Елисейских Полей.
В 1893 году Раймон Пуанкаре объяснял видение министра Ферри и его общественной миссии: «Жюль Ферри хотел, чтобы вы, джентльмены, были свободны и чтобы правительство не распространяло на вас даже видимость своей власти. Но не более, чем вы, он признавал, что нейтралитет государства может перерасти в безразличие. Он не хотел, чтобы администрации вздумалось диктовать вам, следить за вами или контролировать вас; он считал, напротив, что оно должно ничего не жалеть, чтобы помочь вам и внести, по согласию с вами, вклад в развитие французского искусства. Таковы чувства, в которых упорствовали все его преемники и которыми, господа, проникнут и нынешний министр». В 1895 году Пуанкаре вспоминал, что «[…] Государство, господа, беспристрастно и эклектично. Он не дает советов, не пропагандирует теории. […] Задача государства поэтому не в том, чтобы отдавать предпочтение жанрам, давать указания, обездвиживать жизнь в рамках искусственных уроков. […]».
В 1909 году заместитель министра изящных искусств Этьен Дюжарден-Бомец заказал художнику Жюлю Грюну огромную (616×360 см) картину, которая была завершена в 1911 году и посвящена 30-летию Салона французских художников. В «Пятнице в Салоне французских художников» художник представляет сто личностей того времени: в их числе художники Анри Арпиньи, Фернана Кормона, Леона Бонна, Шарля Леандра, Клементин-Элен Дюфо; архитектор Виктор Лалу; певица Иветт Гильбер; композитор Габриэль Форе; карикатурист Сем; актрисы Женевьева Лантельм и Рене Мопен; создатель вина Мариани, библиофил и меценат Анджело Мариани стоит на переднем плане, слева от Женевьевы Лантельм.